# Seiko Matsuda Concert Tour 2001 LOVE & EMOTION
『Seiko Matsuda Concert Tour 2001 LOVE & EMOTION』（セイコ・マツダ・コンサート・ツアー・2001・ラヴ・アンド・エモーション）は、松田聖子のライヴ・ビデオ。2001年11月28日発売。発売元はKitty MME。

## 解説
同年6月～8月に行われたコンサート・ツアーの模様を収録したライヴ・ビデオ。
同年発売アルバム『LOVE & EMOTION VOL.1』からの曲を中心に披露した。

## 収録曲
1. The Sound of Fire 2001
2. Love & Emotion
3. How To Take A Chance〜恋のかけひき〜
4. Woman
5. This is the place
6. あなたしか見えない
7. I Miss You〜Prelude〜
8. 夏物語
9. メドレー （小麦色のマーメイド〜瞳はダイアモンド〜赤いスイートピー）
10. Ave Maria 2001
11. 雨のハイウェイ（原田真二）
12. メドレー（Rock'n Rouge〜Eighteen〜時間の国のアリス〜天国のキッス〜渚のバルコニー〜チャペルの小径〜素敵にOnce Again）
13. 輝いた季節へ旅立とう
14. 夏の扉
15. 20th Party